# シクラメン・プルプラセンス

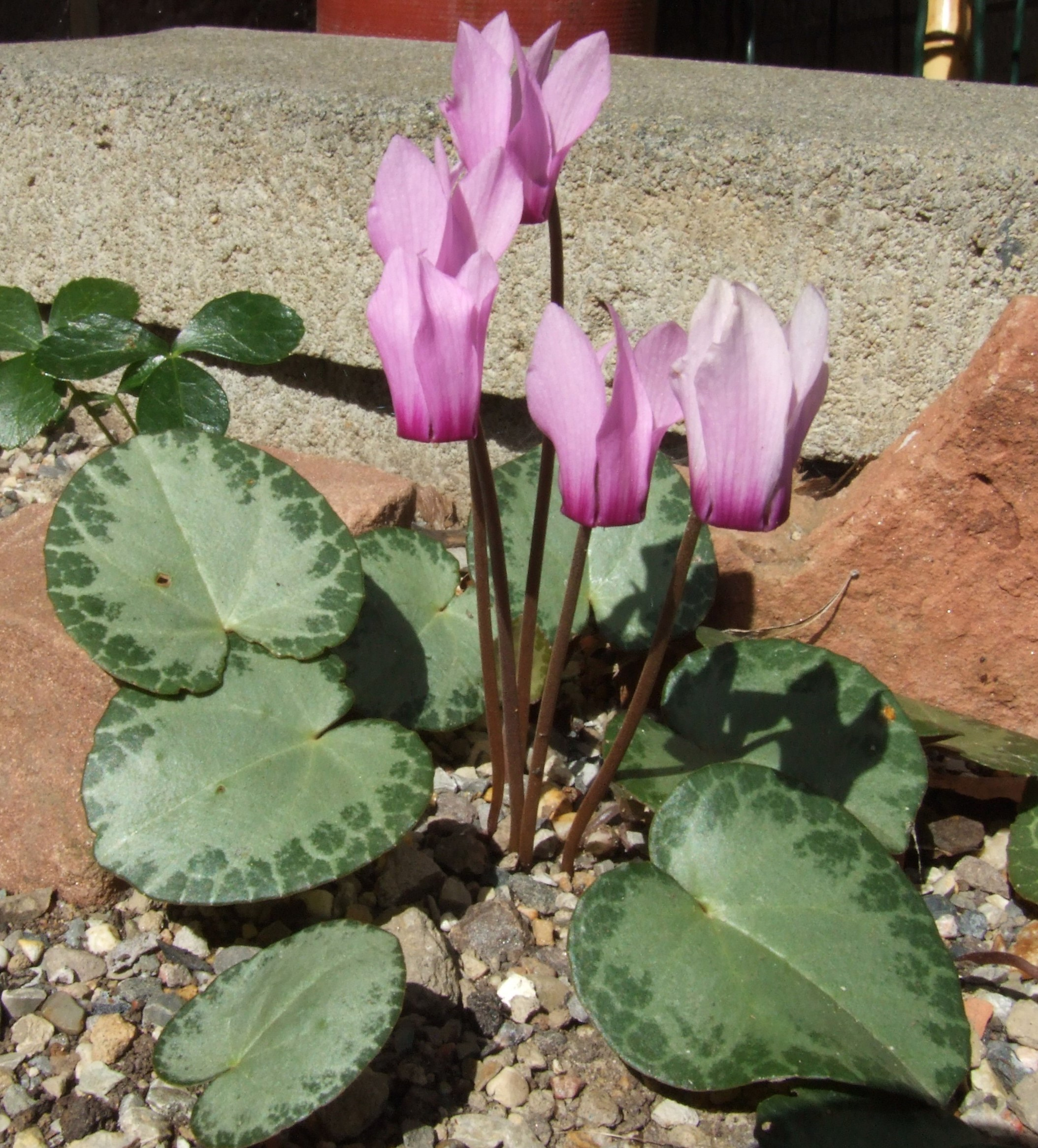
銀色の葉、ピンクの花を持つフォーム

シクラメン・プルプラセンス (Cyclamen purpurascens) は、東フランス、スイス、北イタリア、南ドイツ、オーストリア、クロアチア、ボスニアヘルツェゴビナ、ユーゴスラビア、マケドニア、ポーランド、ハンガリー、チェコ、ブルガリアを原産とするシクラメンの一種。和名はアキザキシクラメン。シクラメン属の他のほとんどの種と異なり、常緑性で葉は夏に生え替わる。夏から秋に開花し、次の夏に種をつける。

## 語源
種小名 purpurāscēns はラテン語の動詞 purpuro の現在分詞 purpurāscō に由来し、「紫になる」という意味である。
ラテン語では、接尾辞-scensを伴うことによって、「～っぽい」、「～っぽく変化した」という形容詞に変化する。

## 形態

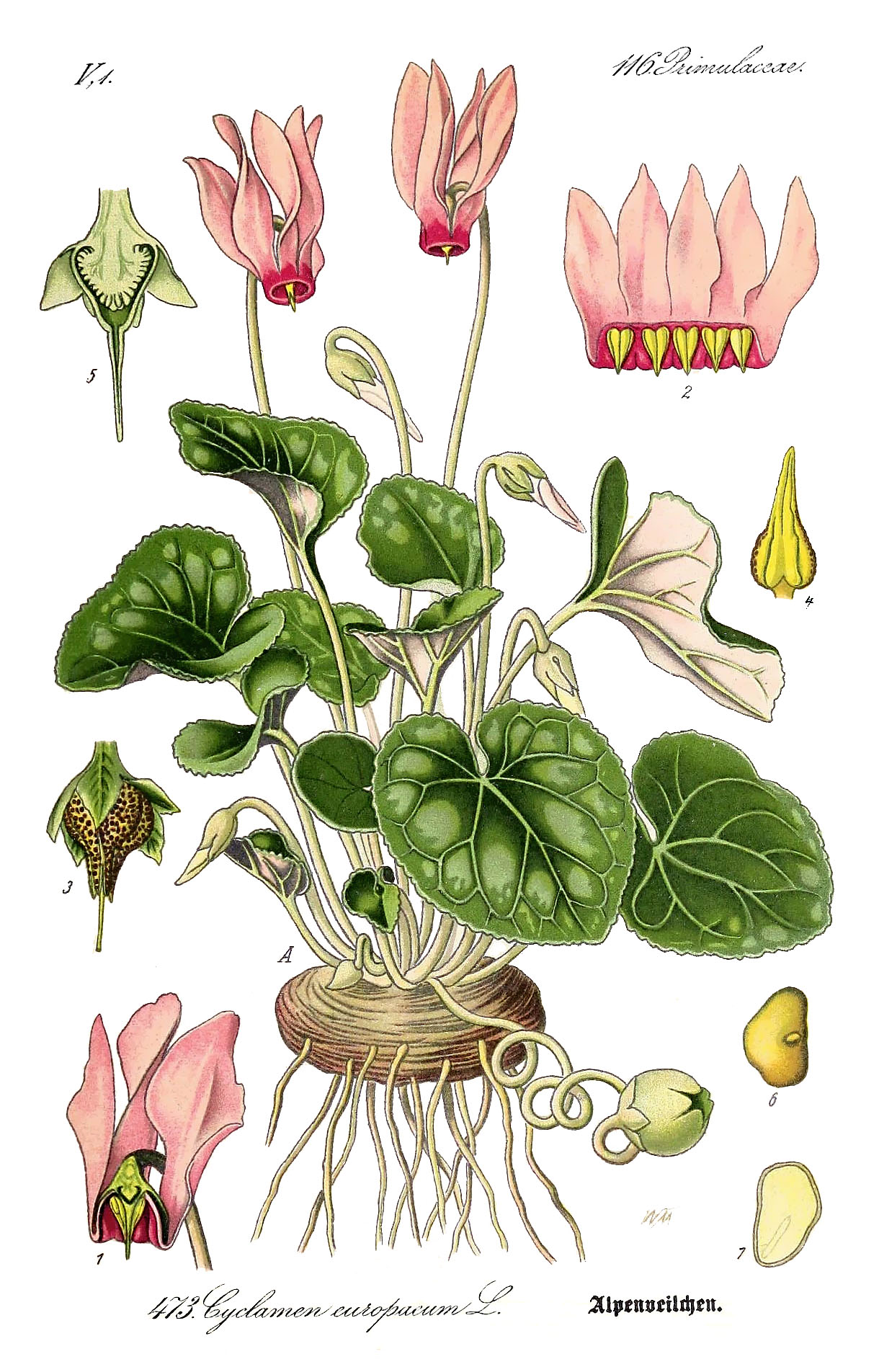
Thoméによるイラスト (Flora von Deutschland)

### 塊茎
花・葉は球根先端の成長点から生える。根は側面・下面から生える。
古い球根は別の成長点を形成し、歪な形状になることがある。これはシクラメン・ロールフシアヌムでも観察されている。

### 花

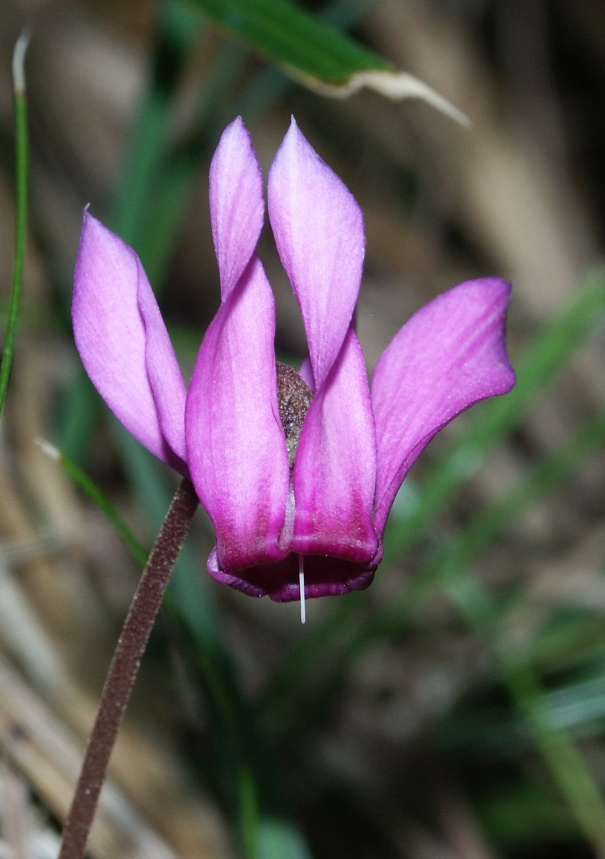
花

花は葉が替わる途中、または前の夏-中秋にかけて咲き、5枚の反り返った花弁を持つ。花には芳香があり、色はピンクかマゼンタ、稀に白。花芯は暗色のことが多い。
多くの個体で花芯の縁は反り返るが、シクラメン・ヘデリフォリウムほど強くはない。

### 葉
葉は心臓形で、幅と長さはほぼ等しい。縁は滑らかか僅かな鋸歯しかなく、強い鋸歯のある近縁種シクラメン・コルチカムとはこの点で区別できる。
色は緑から銀色まで変化があるが、普通は緑の葉の縁に沿って薄緑-銀色の模様があるパターンとなる。裏は赤紫である。
原産地の気候が冷涼で湿潤であるため、常緑性となる。新しい葉は夏に古い葉と替わる。本種とシクラメン・パルビフローラム以外の全てのシクラメンは、夏に休眠する。

### 果実

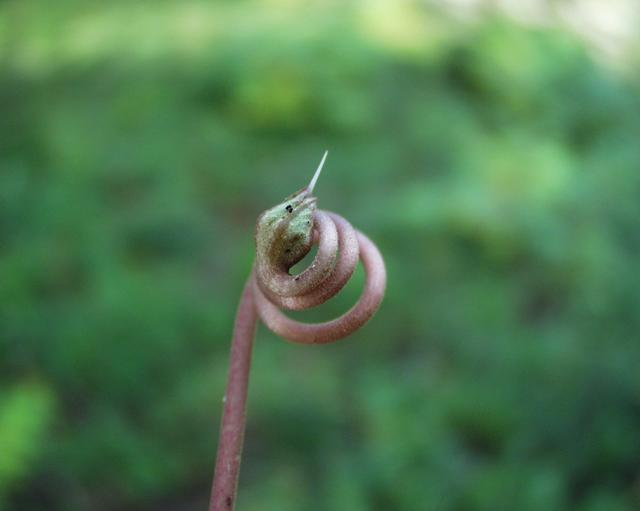
巻き始めた小花柄

受粉後に小花柄は先端から強く巻き始める。果実は蒴果で、次の夏までに1年かけて熟し5-10片に裂開する。種は熟するとコハク色となる。 

## 下位分類

### 花
Cyclamen purpurascens には3つの品種があり、花の色で区別できる。
- Cyclamen purpurascens f. purpurascens — ピンクから紫
- Cyclamen purpurascens f. carmineolineatum — 白にえんじ色の帯
- Cyclamen purpurascens f. album — 白

スロバキアのファトラ山地で採取された、濃緑無地鋸歯葉で濃紫花のものを、Cyclamen fatrenseとして独立種とする見解もある

### 栽培品種
オランダの Green Ice Nursery で Jan Bravenboer に作出された 'Green Ice' は、銀色に緑の縁のある三角形の葉を持つ。 'Green Lake' はこれに似るが、葉の中心に薄緑の部分がある。